# كرنب ساقي
الكُرُنْبُ السَّاقِيُّ أو أَبُو رُكْبَة أو الكُرُنْبُ الفُجْلِيُّ أو الكَلَم (في العراق) (بالإنجليزية: Kohlrabi) هو مستنبت قصير سميك من الكرنب.
يأتي اسمه (Kohlrabi) من اللفظ الألماني Kohl ويعني («كرنب») مُضاف إليه اللفظ Rübe ~ Rabi (لفظ متغير في اللغة الألمانية السويسرية) ويعني ("لفت")، لأن سيقانه المتضخمة تشبه اللفت، ومن هنا جاء اسمه النمساوي وهو Kohlrübe.
لقد أُنتج الكرنب الساقي (أبو ركبة) بالاصطفاء الاصطناعي لنمو بارض جانبي (منتفخ وشبه كروي)؛ وأصله في الطبيعة هو نفس أصل الكرنب والفرنبيط الأسود والقرنبيط والكرنب اللارؤيسي والكرنب الأخضر (collard greens) والكرنب المسوق: فجميعها من نفس الأصل وجميعها أنواع مماثلة لنبات الكرنب الزيتي.
يشبه طعم الكرنب أبو ركبة ونسيجه طعم ونسيج ساق القرنبيط الأخضر أو طعم ونسيج قلب الكرنب، ولكنه أخف وأطيب ونسبة اللحم فيه أعلى من نسبة الجلد. فالساق القصير بالأخص يمكن أن يكون لينًا وهشًا كالتفاحة، ولكنه أقل لذاذة منها.
باستثناء صنف Gigante، يميل كرنب أبو ركبة الذي ينمو في الربيع وحجمه أكثر من 5 سم إلى كونه خشبيًا، مثلما يميل كرنب أبو ركبة المكتمل النمو والذي يمكن أن يصل حجمه إلى 10 سم؛ يمكن أن يصل صنف Gigante إلى أحجام كبيرة جدًا في ظل المحافظة على النوعية الجيدة للغذاء. ينضج النبات خلال 55-60 يومًا بعد البذر. الوزن التقريبي له هو 150 جرام ولديه قدرة تحمل على البقاء لمدة تصل إلى 30 يومًا بعد النضوج.
يمكن أن يؤكل الكرنب أبو ركبة وهوخام ويمكن أن يؤكل مطبوخًا أيضًا.
توجد أصناف عديدة متاحة من كرنب أبو ركبة مثل: White Vienna وPurple Vienna وGrand Duke وGigante (المعروفة أيضًا باسم "Superschmelz") وPurple Danube وWhite Danube. اللون في الأنواع البنفسجية (purple types) هو لون سطحي: جميع الأجزاء الصالحة للأكل لونها أصفر شاحب. والأوراق الخضراء أيضًا صالحة للأكل.
يتم زراعة بعض أصناف الكرنب أبو ركبة لتكون غذاء للبقر.
الكرنب أبو ركبة هو واحد من أكثر الخضروات الشائعة في كشمير.[بحاجة لمصدر] ويُطلق عليه هناك لفظ monj، ويعني النبات الذي يؤكل بأوراقه (haakh). ويتناولونه في المنازل بكشمير من ثلاث إلى أربع مرات في الأسبوع على الغداء أو العشاء.[بحاجة لمصدر] وهم يقومون بطبخ الكرنب أبو ركبة (Monj) بعدة طرق مختلفة. منها الحار ويُطلق عليه dum monj، ومنها غير الحار ويُطلق عليه monj-haakh.[بحاجة لمصدر]

## تجهيزه
يُحاط ساق الكرنب أبو ركبة بطبقتين ليفيتين لا يلينان جيدًا أثناء الطهي. لذلك يتم إزالة هاتين الطبقتين قبل الطهي وقبل أكله خامًا أيضًا، فتكون النتيجة أن السيقان تخرج كمية طعام أقل مما يبدو عليهم قبل إزالة الطبقتين.
أوراق الكرنب أبو ركبة صالحة للأكل ويمكن استخدامها بدلاً من الكرنب وبدلاً من الكرنب اللا رؤيسي.